# Sidney Swann
Sidney Ernest Swann (født 24. juni 1890 på Isle of Man, død 19. september 1976 i Minehead) var en britisk roer og olympisk guldvinder.

## Rokarriere
Swann gik på college i Rugby og senere på Trinity Hall på Cambridge University. Han var med i Cambridges otter første gang i 1910, hvor han var med til at vinde det traditionsrige Oxford vs. Cambridge Boat Race. Han deltog i løbet flere gange, og han var også med til at vinde andre prestigefyldte løb.
Swann var med i den britiske otter fra Leander ved OL 1912 i Stockholm som den eneste i besætningen fra Cambridge, der derudover talte Oxford-roerne Edgar Burgess, Ewart Horsfall, Leslie Wormald, Angus Gillan, Stanley Garton, Alister Kirby, Philip Fleming og styrmand Henry Wells. Båden vandt i indledende heat over en canadisk båd, i kvartfinalen over en australsk båd og i semifinalen over en tysk båd. I finalen mødte Leander en anden britisk båd fra New College, Oxford, og Leander trak fra halvvejs i løbet og så sig ikke tilbage, men vandt med en længde. Ved lodtrækningen om banerne til finaleløbet vandt New College og tilbød ifølge traditionen modstanderne at vælge først. Traditionen bød så, at modstanderne skulle afslå valget, men Leander accepterede det og valgte den bedste bane. Dette medførte, at kong Gustav 5. ved medaljeceremonien ærede New College, der siden har haft en tradition med ved festlige lejligheder at udbringe en skål under overskriften "God Damn Bloody Magdalen" og have et brevhoved med forkortelsen herfor, 'GDBM'.
Han var igen med i den britiske otter ved OL 1920 i Antwerpen, og besætningen bestod denne gang ud over Swann af Guy O. Nickalls, Richard Lucas, Walter James, John Campbell, Sebastian Earl, Ralph Shove, Ewart Horsfall og styrmand Robin Johnstone. Briterne vandt over en schweizisk båd i indledende heat og over en norsk båd i semifinalen, inden de i finalen mødte den amerikanske båd. Briterne lagde sig i spidsen fra løbets begyndelse, og det var først ved omkring 1700 m, at amerikanerne for alvor satte fart på. Amerikanerne endte med at vinde med under et sekunds forspring over de udmattede briter.

## Øvrige karriere
Swann var teolog og virkede i Afrika i perioden 1926-1933. I 1941 blev han udnævnt til kapellan af kongen.

## Familie
Swann var ud af en meget sportsglad teolog-familie. Hans far var også roer og deltog i Cambridge-Oxford-løbet tre gange. Han vandt desuden et cykelløb for deltagere fra de to universiteter i 1884, og som 49-årig roede han alene over den britiske kanal. Sidneys bror, Arthur Swann, dyrkede ligeledes flere sportsgrene, heriblandt atletik og roning. Nogle af Sidney Swanns præstationer opnåede han sammen med sin bror.

## OL-medaljer
- 1912:  Guld i otter
- 1920:  Sølv i otter